# 懺悔の生活
『懺悔の生活』（ざんげのせいかつ）は、大正10年（1921年）に春秋社より刊行された、一燈園の創始者・西田天香が自身の宗教生活をまとめた随筆集。

## 概要
郷里・長浜の期待を受けて北海道に開拓に入った西田天香だったが、出資者と労働者との板挟みに苦悩して辞職。失意の内に帰郷して南禅寺などに宗教遍歴を重ねる中、1904年に3日3晩の断食坐禅で宗教的転回を得る。その後、下座行・懺悔の生活を続け、支援者からの出資で一燈園を鹿ヶ谷に設立。各地での講演等をまとめた本書が1921年に刊行されるや、わずか1年半の間に151刷を重ねるベストセラーとなった。

### 章
1. 福田
2. 托鉢
3. 芸術と一燈園生活
4. 転記
5. 棄恩入無為と家庭ぐるみの救い
6. 漬けもの物語
7. 鹿ヶ谷夜話(1)
8. 鹿ヶ谷夜話(2)
9. 自然法爾
10. 念仏と題目 - 寺と住職について
11. PL会小話
12. 一燈園生活にふれたる二種の女性
13. 落ち穂
14. 紫金牛 - 天華香洞偶話
15. 天華香洞録抄

## エディション
- 『懺悔の生活』（春秋社、1921年→、新版、1995年→新装版、1999年）
- 『懺悔の生活』（回光社、1932年）
- 『西田天香選集』巻1（春秋社、1967年）